# Tawa (Nouvelle-Zélande)
Tawa est la plus au nord des banlieues de la cité de Wellington, qui est la capitale de la Nouvelle-Zélande, située dans le sud de l’île du Nord.

## Situation
La banlieue de Tawa est localisée grossièrement à 15 km au nord du centre d'affaires de Wellington et la ville de Porirua.

## Toponymie
Elle tire son nom de l’arbre Beilschmiedia tawa ou broadleaf tree, qui était autrefois très prolifique à travers tout ce secteur, bien que l’arbre le plus fameux était le « Bucket Tree », un grand Cupressus macrocarpa ou macrocarpa avec la art de la taille en forme de seau renversé.

## Caractéristique
La localité de Tawa est aussi connue pour son grand nombre d’églises, représentant une large série de dénominations chrétiennes.
C’est aussi le siège de plusieurs stations de chemin de fer :
- gare de Takapu (en),
- gare de Redwood (en),
- gare de Tawa (en),
- gare de Linden (en),
- gare de Kenepuru (en)

A l’intérieur de la ville de Tawa, on distingue un certain nombre de secteurs : « Lindenvale », « Westhaven », « Redwood » et « Southgate » vers l’ouest et « Linden », « Greenacres » et « Sundale » vers l’est de la zone centrale de Tawa.

## Géographie et transports
La ville de Tawa est localisée dans une section large d’une vallée orientée grossièrement nord/sud, qui s’ouvre vers le nord dans le bassin de Porirua.
La vallée a environ 4,5 km de long (dans le sens nord vers le sud) et 2,5 km de large (d’est vers l’ouest).
La chaîne de « Belmont Range », vers l’est sépare la vallée de Tawa de la vallée de vallée de Hutt, alors que la vallée d’Ohariu est localisée à l’ouest de la ville de Tawa.
L’entrée nord de Tawa est située à l’endroit où la route nommée: ‘Kenepuru Drive’ devient la ‘ Main Road’ et son entrée sud est la sortie de Tawa au niveau de l’autoroute Autoroute Johnsonville-Porirua (en), qui est une section de la State Highway 1.
Le cour d’eau «Porirua Stream » s’écoule le long de la vallée, alimenté par un certain nombre d’affluents, comprenant le « Takapu Stream ».
Suivant étroitement le trajet du « Porirua Stream » à travers la vallée se trouve :
- La ligne du ligne principale de l’île du nord (en);
- la ligne de Kapiti (en) du train de banlieue de Wellington, dont le fonctionnement est assuré par Tranz Metro.
- Un peu plus à l’est, l'autoroute Johnsonville-Porirua (en), une section à voie rapide à chaussées séparées de la State Highway 1, qui suit aussi un trajet similaire.

Les deux structures ont joué un rôle important dans le développement de la banlieue, en lui donnant accès par la ‘Main Road’ descendant du centre de la banlieue, qui donne accès aux rues suburbaines, plus petites.
La ‘Main Road’ et ‘ Kenepuru Drive’ étaient initialement des parties de la route State Highway 1 avant la construction de l’autoroute en 1950, qui a fait ainsi actuellement office de dérivation.
- Tawa est desservie par un bon réseau de gares suburbaines de passagers avec plusieurs stations: « Kenepuru », « Linden », « Tawa », « Redwood » et « Takapu Road » et avec un nombre significatif de banlieusards voyageant par le train quotidiennement pour se rendre dans Wellington pour leur travail.
- Il en résulte que les trains sont un composant significatif des transports publics dans Tawa mais la banlieue est aussi desservie par les bus routiers reliant Porirua et Johnsonville.

Malgré ces nombreux bus et le service des trains, une zone substantielle en limites de Tawa reste à plus de 400 mètres d’un transport public, en particulier dans les secteurs de « Redwood », « Greenacres » et « Linden ».
C’est l’intérêt de mesurer ce chemin, alors que les parties de Tawa à proximité du chemin de fer et de la route principale montrent que Tawa est parmi les banlieues de Wellington, les mieux desservies du point de vue des transports publics, ces zones en limite de la ville, étant au contraire parmi les plus mal desservies.
Il en résulte, que les installations de parc relais fournissent accès à ‘Takapu Road’, ‘Redwood’, et à la gare de ‘Tawa railway stations’, sont régulièrement remplies les jours de semaine et le parking près de la gare de « Linden station » est en première ligne, dont toutes les places de stationnement le long des rues près de la station sont occupées.
- En 2009, le conseil de la cité de Wellington (en) commença un travail pour le tracé d’une piste partagée entre les piétons et les vélos passant à travers la banlieue de Tawa en direction du centre de la cité de Porirua.

Le parcours est une combinaison de chemins nouveaux suivant le trajet du cour d’eau « Porirua Stream » et le corridor du chemin de fer avec un élargissement de certains sentiers piétonniers préexistants.
La section du circuit en direction de la cité de Wellington, située entre la gare du chemin de fer de ‘Takapu Road’ dans le sud et la gare de Kenepuru railway station’ dans le nord, fut terminée en 2013.
La section de « Porirua City » du circuit fut construite sur un chemin non goudronné existant et terminée en mars 2014

## Toponymie et gouvernance locale
Avant l’année 1959, Tawa était connu sous le nom de « Tawa Flat », une référence au caractère :plat et arable du sol de la vallée alors qu’elle s’élargit dans le secteur de Tawa.
Le premier usage connu du nom de "Tawa Flat" fut le fait de John Woodman, qui l’utilisait comme son adresse sur les listes électorales pour le District du pays de Wellington, publiées dans le Wellington Provincial Gazette du 28 août 1854.
Comme d’autres personnes vivant dans le secteur donnaient pour leur adresse dans les listes de 1854: ‘Porirua Road’, il est possible que John Woodman fut à l‘origine, l’instigateur du nom.
Quand la Nouvelle-Zélande devint une colonie séparée de la Nouvelle-Galles du Sud en 1841, la Chartre Royale établit trois provinces.
Le secteur de Tawa devint une partie de la Province de New Munster (en), qui comprenait cette partie du sud de l’île du Nord située au sud du fleuve Patea et l’ensemble de l’île du Sud.
En 1846, le Parlement britannique fit passer la première Act définissant la Constitution de la New Zealand (en), qui réformait le système des provinces et le secteur de Tawa devint une partie de la province du New Ulster (en), qui alors incluait toute l’île du Nord.
Les provinces furent à nouveau réformées avec le New Zealand Constitution Act of 1852 (en), qui établissait six provinces avec Tawa, qui était incluse dans la province de Wellington (en).
Le Gouvernement Provincial fut aboli en 1876 et remplacé par 36 conseils de borough et 63 conseils de contés.
Le secteur de Tawa devint ainsi une partie de « Porirua Riding » du comté de Hutt (en), formé en 1877.
Le comté de Hutt couvrait toutes les zones au sud de la rivière Waikanae et l’ouest de la chaîne de Remutaka (en), qui s’étendait en dehors de Wellington City.
Comme la population de la zone locale grandissait, un certain nombre de boroughs locaux furent séparés du comté de Hutt (en).
En 1908, un petit « Comté de Makara » avec ses bureaux fut formé dans Porirua à partir du « Makara and Porirua Ridings » ou la partie sud-ouest du Comté de Hutt.
Le nouveau Comté de Makara incluait, Titahi Bay et Tawa Flat, et toutes ces zones vers le sud s’étendant à l’ouest de la cité de Wellington, en dehors de la zone couverte par la ville de Wellington elle-même et les nouveaux boroughs indépendant de Miramar, Karori, Onslow, et Johnsonville.

## Toponymie
En 1939, les résidents du nord de la vallée se réunir, cherchant à donner un nom séparé à la partie nord du district de Tawa.
Ils choisirent "Linden", à partir de « Linden Vale », le nom du domicile de Mr Stuart Duncan, mais initialement dénommé par Mr. Charles Duncan, un pédiatre.
Le nom de "Linden" fut adopté en 1940 et la première gare nommée gare de Linden (en) fut ouverte le 30 avril 1941.
En 1948, Le Tawa Flat et la « Linden Progressive Associations and Porirua interests »,conduit par Arthur Carman (en) et Percy Clark (en), fit une présentation au niveau de la « Commission du Gouvernement Local» demandant la constitution d’un seul borough couvrant l’ensemble du bassin de Porirua,.
La Commission n’accepta pas cette proposition mais répondit en donnant au secteur de « Tawa Flat-Linden » le statut de ville de district lui permettant d’élire son propre « Town Board ».
Une liste électorale de 1700 électeurs fut constituée et le 16 mai 1951, le premier board de la ville fut élu.
L’urbanisation et la population grandirent continuellement dans la vallée de Tawa et en 1953, la population atteignit les 3900 habitants, suffisante pour faire accéder le Town District au rang de borough.
La mise à niveau du « Borough de Tawa Flat » fut donc approuvée en octobre 1953.
Débutant à cette époque de la fondation de l’école de « Tawa Flat School » et « Tawa Flat District Centennaire » en 1955, Il y eut un mouvement populaire pour changer le nom du "Borough de Tawa Flat" en "Borough de Tawa" dans la mesure où un plus grand nombre de personnes vivaient maintenant dans la zone des collines sur les côtés de la vallée ou dans Linden et seulement une minorité vivait dans la zone connue précédemment comme Tawa Flat proprement dit.
Le New Zealand Geographic Board décida le 24 novembre 1958 que après le 23 février 1959, le nom du borough de Tawa Flat serait celui du borough de Tawa.
A partir de 1959, la zone commença à être connue comme Tawa et l’usage du terme de «Tawa Flat» a disparu,.

## Gouvernance
En 1988, la Commission du Gouvernement Local proposa que Tawa fut amalgamé à la cité de Porirua ou celle de Wellington avec aucune option pour rester un borough indépendant.
La proposition reçut une opposition de la part du ‘Conseil du Borough de Tawa et d’une majorité des résidents.
Malgré les efforts de la part de la cité de Porirua pour enticher les résidents de Tawa à accepter d’être amalgamé avec Porirua, de nombreux citoyens de Tawa indiquèrent leur préférence pour être amalgamé avec la cité de Wellington.
En octobre 1988, la « Commission du Gouvernement Local » décréta que le « Borough de Tawa» pourrait être amalgamé avec la cité de Wellington.
Le « Board de la Communauté de Tawa » fut installé en 1989 pour remplacer le « Conseil du Borough »,.
Tawa contribue maintenant comme une partie du ward du nord de la cité de Wellington pour élire trois des conseillers du conseil de la cité de Wellington.
Tawa garde un « Community Board », qui représente la banlieue en matière des affaires locales et de la communauté.
L’ancien Maire de Wellington (en), Kerry Prendergast, vint initialement siéger dans le conseil de la cité de Wellington (en) à cette époque en tant que conseiller du borough de Tawa.

## Histoire

### colonisation
Tawa Flat fut colonisée en premier par des Pākehās au milieu du XIXe siècle sous la direction de Edward Gibbon Wakefield de la Compagnie de Nouvelle-Zélande.
Le secteur fut divisé en blocs de 100 acres, fournissant certains de ces blocs de 100 acres "en pays" qui accompagnaient les blocs de ‘ 1 acre "en ville"(comme par exemple:Wellington central), identique aux autres secteurs de colonisations de la Compagnie de Nouvelle-Zélande.
La plupart du côté est de la vallée de Tawa en vint ainsi à être la propriété de la même famille jusqu’à ce que la demande de terre pour les lotissements et la construction de maisons, dépassa les bénéfices des revenus agricoles des terres.
En 1951, un district de ville fut établi couvrant Tawa et Linden.
Dans les deux années qui suivirent, ceci était devenu le borough de Tawa Flat.

### Développement
Le développement de Tawa, comme de nombreux centres de population, a été fortement influencé par le développement des réseaux de transports.
Tawa était sur le trajet de Old Porirua Road (en), développée sur le tracé du chemin Māori pré existant pour devenir une route en 1840.
Une ligne de chemin de fer initialement à voie unique fut construite par la compagnie de chemin de fer Wellington and Manawatu (en) reliant la ville de Tawa à celle de Wellington à partir de septembre 1885, et à la ville de Palmerston North à partir de novembre 1886.
Elle suivait un trajet court-circuitant la vallée à partir de Wellington via les gorges de « Ngaio Gorge » et la banlieue de Johnsonville.
Cette ligne fut incorporée dans le réseau du Département des chemins de fer de Nouvelle-Zélande (en) en décembre 1908.
La première gare de chemin de fer de Tawa nommée « Tawa Flat station », ouvrit le 24 septembre 1885 sur ce qui est maintenant ‘Duncan Street’ sur la section droite de la route à environ 180 mètres au nord de l’intersection de ‘Duncan Street’ avec la jonction de ‘Tawa Street’ et de ‘Tawa Terrace’.

#### De 1930 à 1940: la déviation de Tawa Flat
A partir de juin 1937, la déviation de Tawa Flat (en) à double voie divergeait de la ligne de chemin de fer de la ligne principale de la ligne du nord (en) à partir de la ville de Thorndon passant à travers la ville de Kaiwharawhara et deux nouveaux tunnels en direction de la vallée de Tawa pour fournir un trajet plus court et plus rapide avec une pente plus aisée et une plus grande vitesse possible dans les courbes.
L’ancienne et la nouvelle routes divergeaient au niveau de la ville de Thorndon et se réunissaient à nouveau au nord de la gare actuelle de gare de Tawa (en) près de l’entrée de la façade de « Tawa College ».
Une partie de l’ancien trajet à travers la ville de Tawa, à partir de ‘Tawa Street’ jusqu’à ’Tawa College’, devint la partie sud de ‘Duncan Street’ et un ancien alignement du chemin de fer à partir de ‘Tawa Street’ vers ‘Takapu Road’ resta sous forme d’un agréable chemin de marche.
La nouvelle déviation fournit ainsi deux nouvelles gares du chemin de fer, qui ouvrirent le 20 juin 1937, l’une au niveau de ‘Takapu Road’ et une nouvelle gare de ‘Tawa Flat Railway Station’ sur une plate-forme intérieure construite sur la zone plate, ci-dessous et à 400 mètres au nord de l’ancienne station de chemin de fer.
Une boucle de franchissement fut fournie au niveau de ‘Tawa Flat’ pour passer du nord au sud de la station, qui permet si besoin, aux trains de terminer au niveau de ‘ Tawa Flat’ et de repartir directement vers Wellington ou Porirua.
Un revêtement fut fourni pour supporter le commerce local.
La nouvelle gare de « Tawa Flat station » fut équipée avec une salle d’attente fermée, des toilettes pour les hommes et pour les femmes, et un bureau pour le chef de gare avec vente de tickets dont les fenêtres ouvrent sur la salle d’attente.
Un cadre de leviers d’aiguillages miniaturisés, permet à la signalisation d’être contrôlée localement.
Les trains entre Kaiwharawhara et Tawa circulent sur une une signalisation automatique à double sens (en) et le système système à tablettes (Tyer's Electric Train Tablet) reste en usage sur la section de la ligne à simple voie à partir de Tawa jusqu’à Porirua.
Avec la terminaison des travaux de la déviation, la ligne de ‘Johnsonville’ à partir de Wellington jusqu’à Johnsonville fut électrifiée et ré-ouverte sous le nom de branche de Johnstonville (en).
La connexion du chemin de fer entre la localité de Johnsonville et celle de Tawa fut coupée le 19 juin 1937.
La ligne du chemin de fer allant de Tawa à Porirua resta à simple voie sans station jusqu’à ce que la nouvelle gare de « Linden station» fut ouverte le 28 juillet 1940.
L’électrification de la ligne principale de l’île du nord (en) fut terminée à partir de Wellington vers Paekakariki en 1940 et un système de signalisation moderne et automatique fut installé pour permettre aux trains de fonctionner à des intervalles plus fréquents.
A partir de 1940, le service le plus court et le plus rapide de trains vers Wellington utilisant des voitures de passagers tractées par des locomotives électriques fit que Tawa devint un lieu plus désirable pour y vivre.
La prison pour femmes d ’Arohata (en), localisée à l’extrémité sud de la ville de Tawa, construite en 1944 et fut initialement une simple maison de correction pour femmes.
Elle devint une prison pour jeunes en 1981 et une prison pour femmes en 1987.

#### 1950 à 1960: augmentation rapide de la population
Une amélioration du service du rail, plus rapide et plus fréquent, entraîna la construction de la déviation de Tawa Flat à la fin des années 1930, l’électrification de la ligne de chemin de fer avec un système de signalisation automatique installée en 1940, et l’arrivée d’unités de traction supplémentaires électriques à la fin de l’année 1940 et au début de l’année 1950.
La première locomotive multiple unité (en) commença à fonctionner sur la ligne le 5 septembre 1949 mais les locomotives électriques simples tirant les trains continuèrent à fonctionner dans les périodes de pointe car il y avait un nombre insuffisant d’unités multiples.
Il était ainsi maintenant plus rapide et plus facile pour les résidents de Tawa de se rendre tous les jours pour travailler dans la zone du centre de Wellington.
Le temps de trajet par le rail de Tawa au centre de Wellington fut maintenu plus court que pour de nombreuses banlieues de la cité de Wellington et les taxes étaient compétitives.
Le 15 décembre 1957, la duplication de la ligne de chemin de fer allant de Tawa à Porirua fut terminée et une nouvelle gare du chemin de fer sur la plate-forme en l’île fut ouverte au niveau de Linden.
Avec la duplication de la ligne vers Porirua, la signalisation automatique pour la double voie (en) fut étendue vers Porirua et le système de leviers miniature contrôlant la signalisation au niveau de Tawa pouvant maintenant être "switched-out":mis en fonction, quand cela était nécessaire pour le passage des trains de marchandises ou d’autres mouvements de trains, nécessitant l’utilisation du croisement ou "switched-out" pour les opérations automatiques sur la double voie.
Cela voulait dire que la gare de Tawa ne nécessitait pas plus de main d’œuvre pour les mouvements de trains.
Deux nouvelles stations de chemin de fer furent construites en 1960 pour assurer la demande croissante pour le trafic du rail: la gare de Kenepuru ouvrit le 8 avril 1963 et celle de Redwood station le 15 décembre 1963.
Tawa fut alors desservie par 5 gares.
Une caractéristique de la nouvelle station de Redwood était le caractère étonnant des plate-formes nord et sud au niveau du franchissement de ‘ Tawa Street’ pour permette les opérations étendues de lumières d’alerte et des cloches avec les bras des barrières au niveau du franchissement de Tawa Street.
Durant les années 1950, la voie rapide Autoroute Johnsonville-Porirua (en) fut construite à travers la ville de Tawa sur le côté est de la vallée.
La première section, qui suit grossièrement la ligne de chemin de fer de l’ancienne ligne principale de l’Île du nord de la Nouvelle-Zélande (en) de la localité de Johnsonville jusqu’au Tawa au niveau du rond-point de ‘Takapu Road’ à l’entrée sud de Tawa fut ouverte le 15 décembre 1951.
La seconde section, à partir de ‘Takapu Road’ vers la localité de Porirua, fut ouverte environ 5 années plus tard et le contournement de Johnsonville reliant l’extrémité sud de l’autoroute vers le sommet des Gorges de Ngauranga (en) environ à la même époque.
La première section réduisit le temps de trajet par la route et améliora considérablement l’accès vers Wellington en éliminant la nécessité d’utiliser l’étroite route sinueuse à travers la partie supérieure de la vallée et à travers la ville de Glenside.
La seconde section permet au trafic de passer à travers le contournement de Tawa, réduisant le trafic sur la route principale dans la ville de Tawa.
Les accès sud et nord vers Tawa furent améliorés par la rectification et l’élargissement des sections de la ‘Main Road’ au niveau de ‘Takapu Road’ et de ‘Kenepuru Drive’ entre les villes de Linden et Porirua.
La demande pour de nouveaux logements diminua dans les années 1930 et au début des années 1940, mais à partir du milieu des années 1940, une demande plus large dans la campagne pour les mariages et le taux des naissances s'ensuivit.
Avec le raccourcissement de l’accès à des zones de maisons nouvelles disponibles dans Wellington City, et avec la ville de Tawa maintenant plus accessible avec les routes améliorées et l’accès par le train, Tawa devint une zone très populaire pour les nouvelles constructions de maisons privées.
Les terrains attractifs furent au début situés dans les terres raides de la région de Wellington et aussi les zones plates ou modérément vallonnées de Tawa.
Le micro-climat de Tawa,donne une température qui est parfois supérieure de 5 degrés Celsius plus chaude par rapport à celle du secteur de Wellington, quand l’effet de foehn survient à la fin d’un épisode de vent du sud, ce qui était un motif supplémentaire d’attractivité du secteur.
Il peut faire agréable et chaud dans Tawa quand il fait encore froid dans le secteur de Wellington, qui est plus couvert.
De nouvelles subdivisions suivirent et ainsi la population se développa rapidement, et donc Tawa devint une des zones en croissance le plus rapide du pays.
Les lotissements pour les maisons d’état au niveau de « Kenepuru» et « Hampton Hill » à la fin des années 1950 et au début des années 1960 ce qui ajouta à la croissance de la population.
Cette croissance de la population et un besoin d’assurer les demandes en écoles primaires dans une distance de marche acceptable pour les enfants, conduisirent à l’ouverture de nouvelles écoles.
Une école publique primaire fut ouverte au niveau de Linden en 1952 pour faire baisser la pression sur l’école de « Tawa », qui avait été établie de longue date.
Le collège de Tawa fut ouvert en 1960, éliminant le besoin pour les élèves de la localité de Tawa de circuler et d’aller jusqu’à Porirua ou même dans Wellington pour les besoins de l’éducation secondaire.
Le collège de Tawa fut construit sur un terrain, qui chevauche l’autoroute, avec le campus principal de l’école à l’ouest de la voie rapide et les terrains de sports additionnels à l’est.
Un passage en souterrain sous l’autoroute relie les deux parties du collège de Tawa, fournissant ainsi un accès public.
- L’école « St. Francis Xavier », est une école primaire catholique, qui ouvrit dans Redwood en 1960.
- La demande pour une nouvelle école primaire continua dans les années 1960 et «Hampton Hill School» fut ouverte en 1965 et l’école de Redwood en 1966[9].

#### De 1970 jusqu’à présent
Durant les années 1970, Tawa expérimenta une croissance significative du parc résidentiel, « Redwood» et une partie de « Sundale » en particulier s’étendirent vers l’extérieur.
Pour répondre à la croissance, l’école primaire de Greenacres primary ouvrit en 1972 et ainsi que Tawa Intermediate en 1975.
L’ouverture de Tawa Intermediate fit baisser la pression sur les écoles primaires en accueillant les élèves de l’année 7 et 8, dont l’éducation était précédemment assurée par les écoles primaires.
Depuis les années 1990, la ville de Tawa s’étendit plus lentement.
Au tournant du XXIe siècle, la plupart des zones vertes résidentielles de croissance dans Tawa se situent à l’est de l’autoroute, s’étalant principalement en direction de l’est en remontant la vallée parallèle de Takapu en direction de la chaîne de Belmont.
Alors que la croissance des terrains verts à visée résidentielle se ralentissait, on a assisté à une augmentation significative de la construction de logements entre les maisons, dans la mesure, où les propriétaires, particulièrement les propriétaires des anciennes sections dites de « quartre acre » ont subdivisé leurs propriétés.
Avec l’interposition de maison, le tournant du XXIe siècle a vu le re-développement de certaines des zones préalablement industrielles comprenant le développement de la marque Dress Smart (en) – un centre commercial extérieur et le village de retraite de « Redwood village ».
Le dernier développement de commerces de détail de Tawa est localisé sur ce qui était vulgairement appelé "Takapu Island", un site localisé le long de la rampe d’accès à l’autoroute, où un nouveau supermarché a été ouvert en septembre 2012
A l’opposé, un des autres centres commerciaux de Tawa, nommé: « Tawa Junction », ferma en 2008 après une période de ralentissement avec peu de magasins présents et depuis il a été transféré à la localisation d’un autre village de retraite.
Le 27 novembre 1999, Tawa, avec Mount Eden et Mount Roskill, devinrent les dernières places de Nouvelle-Zélande à voter en faveur du devenir "humide", donc avec alcool dans les pôles de restauration locale.
Voter pour devenir "wet (humide)" permet pour la première fois l’achat d’alcool dans la banlieue et depuis lors, plusieurs pubs et bars ont ainsi pu ouvrir.

## Démographie
Le recensement en Nouvelle-Zélande donne la population de ‘Tawa' autours de 12700 habitants pour 2001, pour 13200 résidents en 2006 et 13500 résidents en 2013.
En juin 2011, le « Wellington City Council » estimait que la population de Tawa était de 14900 habitants.

## Éducation
Les écoles dans Tawa avec les ouvertures dans les années récentes comprennent:
- Greenacres School (1972)
- Hampton Hill School (1965)
- Linden School (1952)
- Redwood School (1966)
- St Francis Xavier School (1960)
- collège de Tawa (en) (1960)
- Tawa Intermediate School (1975)
- Tawa School (1860)

## Les églises et autres groupes religieux
Les églises dans Tawa comprennent:
- Église Anglicane de Tawa-Linden
- Église Baptiste de Tawa
- Église Catholique Notre Dame de Fatima
- Église de Jésus Christ des Saints des derniers jours
- Gospel Hall
- Paroisse Méthodiste des Samoas
- Église de la Nouvelle Vie
- Armée du Salut
- Assemblée de Dieu de Tawa Samoas
- Église de l’Union de Tawa

En 2011, le Brethren Exclusive de Wellington se relocalisa dans Tawa à partir de Crofton Downs et un certain nombre de ses membres se déplacèrent dans le secteur.
La paroisse méthodiste des Samoa occupe maintenant la propriété occupée précédemment par la Free Presbyterian Church of Scotland.
Il y a aussi un Christadelphian Ecclesia dans Linden, ainsi qu’une chapelle des catholiques traditionalistes (en), tenue par un prêtre de la fraternité sacerdotale Saint-Pie-X, qui est basé dans la localité de Wanganui.
Un centre de Méditation Bouddhiste Dhamma Gavesi fut établi dans Tawa en 2011.

## Installations

### Installations de la communauté
Tawa a un certain nombre d’installations communautaires.
- La bibliothèque de « Mervyn Kemp Library », mise à niveau en 2002 pour un coût de 1,6 millions de NZ$, est localisée au coin de ‘Main Rd’ et de ‘Cambridge St’.
- On trouve aussi dans ‘Cambridge St’, le « Tawa Community Centre », qui maintenant occupe aussi l’espace laissé vacant par la ANZ Bank, quand elle ferma sa succursale de Tawa.
- Le 13 novembre 2004, le Centre de Loisirs de Tawa d’un coût de 2,4 millions de NZ$ fut ouvert.

Le Centre est localisé au niveau du collège de Tawa avec un partenariat entre le collège et le Conseil de la cité de Wellington.
- Localisé sur ‘Davies St’ se trouve la piscine de la ville de Tawa, qui est caractérisée par un bassin intérieur chauffé de 25 mètres pour nager, un bassin pour apprendre et un bassin pour les tout-petits, un spa et un sauna[18].

### Installation de vente au détail
Avec « Outlet City », la plupart des magasins actuels de détail de Tawa et les activités de manufactures sont localisés le long de la ‘Main Road’.
La section de Main Road entre Lyndhurst Road et Lincoln Av forme le centre du village de Tawa et fournit un service de détail au jour le jour, comprenant les super-marchés, mails, et service de pharmacie.
Présent aussi le long de la route ‘Main Road’, se trouve: « Mervyn Kemp Library », le centre médical, le dentiste, les banques, de nombreux restaurants et des magasins de vente à emporter.
Un centre de vente au détail secondaire est localisé le long de la gare de « Linden Station ».

### Installations sportives
Tawa est aussi le domicile d’un certain nombre d’autres communautés fonctionnant au niveau des installations sportives.
Sur le côté de la piscine de Tawa se trouve le « Tawa Bowls club ».
‘Tawa St’ est le siège de la « North Wellington Badminton Association », qui développe un stade de compétition de 6 cours.
Aussi située dans Tawa St se trouve le « Tawa-Lyndhurst Tennis Club », qui a 8 cours de tennis avec une surface nommée plexipave.
Le « Tawa-Lyndhurst Tennis Club » est aussi là où la « Tennis Inc coaching academy » est basée.
Il y a un certain nombre de terrains de la Rugby Union dans le secteur de Tawa, avec le « Tawa Rugby » localisé au niveau de « Lyndhurst park».
Il y a aussi un certain nombre d’ovales de cricket dans la zone de Tawa, comprenant « Linden Park ».
Le « Tawa Squash club » est localisé sur Main Road.
Il y a plusieurs terrains de l ’Association de football pour différents niveaux dans Tawa, comprenant l’utilisation des terrains du Collège, dont le club-room est partagé avec le « Tawa Softball Club ».
Tawa est aussi le domicile du «Tawa Mah-jong Club », qui abrite le Tournois du « Wellington Mah Jong » chaque mois de juin ainsi que le « Kapi Mana Bridge Club ».

### Parcs
Malgré les multiples installations construites, Tawa a aussi développé un grand nombre de parcs paysagers ou naturels, dont de nombreux contiennent des aires de jeux et des espaces ouverts.
Le cours d’eau nommé: Porirua Stream s’écoule à travers un certain nombre de ces parcs.
Les groupes de communautés dans Tawa, comprenant les amis des réserves de Tawa Bush, qui ont travaillé de façon croissante en partenariat avec le conseil local pour prendre des intérêts et des propriétés dans les actions de protection du bush de l’environnement de Tawa, les voies d’eaux et les parcs de la communauté.

## Résidents notable et anciens résidents
- Elsdon Best (en), éthnologiste Māori
- Arthur Carman (en), libraire, écrivain sportif et historien
- Jerry Collins - capitaine All Blacks
- Sophie Devine (en) – joueuse de Cricket et de Hockey, White Fern (en) et Black Sticks women
- Mark Gillespie (en), ancien Black Caps
- Blair Hilton (en), Black Sticks Men (en), représentant national de hockey sur gazon et 2010 médaille de bronze des jeux du CommonWealth
- Amelia Kerr (en) de la White Fern (en)
- Graham Mexted (en), All Black
- Murray Mexted, capitaine All Black
- Bruce Murray (en), ancien Black Caps batteur d’ouverture
- Kerry Prendergast – ancien Maire de Wellington 2001-2010
- Lee Tamahori, directeur de Film
- Hugh Templeton (en), homme politique
- Dave Hone (en), All-round legend

## Dans la fiction
Le comédien Ginette McDonald (en) créa le personnage iconique de Lyn of Tawa, qui devint un "nom familier" en Nouvelle-Zélande en 1970.
La caractérisation de McDonald's était une parodie et une satire des valeurs de la classe moyenne de la Nouvelle-Zélande (voir :(en) « personnage de lyn de tawa »